# لبه بزرگ
لبه بزرگ (انگلیسی: Labia majora) به دو غشای پوستی بیرونی فرج زنان گفته می‌شود که از تپه ونوس تا میان‌دوراه  امتداد دارند.
لبه‌های بزرگ همساخت کیسه بیضه در مردان هستند.